# Ernest Combe
Ernest Combe (* 22. April 1846 in Paris; † 29. August 1900 in Lausanne) war ein evangelischer französisch-schweizerischer Geistlicher und Hochschullehrer.

## Leben
Ernest Combe war der Sohn von Emmanuel Combe und dessen Ehefrau Elisabet (geb. Martin); er erwarb später das Bürgerrecht von Orbe.
Er immatrikulierte sich 1876 für ein Theologiestudium an der Universität Lausanne und setzte dieses bis 1871 an der Universität Tübingen, der Universität Berlin und der Universität Oxford weiter fort.
Nach dem Studium wurde er 1871 zum Pfarrer ordiniert und war von 1872 bis 1875 Lehrer an der Ecole préparatoire de théologie des Batignolles in Paris; von 1875 bis 1877 war er deren Vizedirektor.
In der Zeit von 1877 bis 1888 war er Pfarrer in Grandson und in dieser Zeit von 1880 bis 1886 Lehrbeauftragter für Kirchengeschichte an der Universität Lausanne. 1886 erfolgte seine Berufung zum Professor für Exegese des Neuen Testaments an der Universität Lausanne, deren Rektor er von 1896 bis 1898 war.
1899 wurde er Präsident der Synode der Waadtländer reformierten Kirche.
Ernest Combe war verheiratet mit Juliette Vautier.

### Schriftstellerisches Wirken
Ernest Combe war der Autor von Schriften über die Reformation, darunter seine 1885 erschienene Schrift Les Réfugiés de la Révocation en Suisse.

## Schriften (Auswahl)
- Les Réfugiés de la Révocation en Suisse. Lausanne 1885.